# ضفدع بوانا
ضفدع بوانا (الاسم العلمي: Rana bwana) هو نوع من الحيوانات يتبع جنس الضفدع الحقيقي من فصيلة الضفادع الحقيقية.